# Seleukos I. Níkátór
Seleukos I. (pozdější generace ho obdařily přízviskem Níkátór – „Vítěz“; * kolem 358 př. n. l., † 281 př. n. l.) byl makedonský důstojník Alexandra Velikého a jeden z vůdčích diadochů. Během válek diadochů, které vypukly nedlouho po Alexandrově smrti, se Seleukos stal zakladatelem dynastie Seleukovců a seleukovské říše.

## Život

### Vojenská kariéra a uchopení moci
Seleukos se narodil patrně v roce 358 př. n. l. jako syn makedonského aristokrata Antiocha z Orestidy, jednoho z velitelů Filipa II. Makedonského, a jeho manželky Laodiké z Europu. O Seleukově mládí neexistuje mnoho poznatků, avšak zdá se pravděpodobné, že byl vyslán jako rukojmí do makedonského hlavního města Pelly a zde možná sloužil v jízdě druhů (hetairoi). Na jaře 334 př. n. l. ve věku dvaceti tří let Seleukos doprovázel Alexandra, jenž vpadl do Asie s cílem podrobit si perskou říši. V průběhu tažení do Indie, jehož počátek spadá do konce roku 327 př. n. l., byl Seleukos povýšen do hodnosti velitele „štítonošů“ (hypaspistai), elitní pěší jednotky makedonského vojska, později nazývané „stříbrné štíty“ (argyraspides). Při tažení proti indickému králi Pórovi se vyznamenal v bitvě u Hydaspés, kde velel pěchotě. Po návratu do Persie se Seleukos v rámci hromadné svatby makedonských vojáků a vznešených Peršanek oženil se sogdijskou princeznou Apamé, dcerou Spitamena. Makedoňané se se svými perskými manželkami po Alexandrově úmrtí většinou rozvedli, ovšem Seleukos jako jeden z mála svou choť nezapudil.
Poté, co Alexandr v roce 323 př. n. l. v Babylóně zemřel, stal se Perdikkás regentem říše za dosud nenarozeného Alexandra IV. a vlády nezpůsobilého Filipa III. Arrhidaia. Seleukos při rozdělování správy říše mezi jednotlivé makedonské generály neobdržel žádnou satrapii, nicméně byl jmenován do funkce chíliarchos (vezír) a byl tudíž Perdikkovým přímým podřízeným. V roce 321 př. n. l. uspořádal Perdikkás výpravu do Egypta proti tamějšímu neposlušnému satrapovi Ptolemaiovi. Seleukos, účastnící se tohoto tažení jako velitel jezdectva, pohlížel nevraživě na Perdikkovu moc a na jeho neschopnost vypořádat se se vzpurnými místodržiteli. Zapojil se proto do spiknutí, které vyústilo v Perdikkovo zavraždění. Následně byla svolána konference satrapů v syrském městě Triparadeisos, kde došlo k novému přerozdělení vlády nad říší. Seleukos byl ustaven satrapou Babylónu, zatímco Antigonovi Jednookému bylo uloženo, aby se vypořádal s Eumenem z Kardie, Perdikkovým spojencem. Po pěti letech bojů Antigonos se Seleukovou pomocí Eumena porazil a nechal ho popravit.

### Založení říše

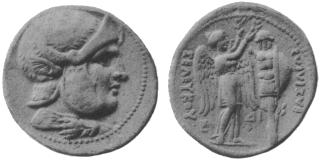
Seleukova stříbrná mince

Vítězstvím nad Eumenem si Antigonos zajistil autoritu ve východních provinciích říše a v roce 315 př. n. l. žádal od Seleuka, aby mu odevzdal podíl ze svých daňových výnosů. Seleukos choval vůči Antigonovi značnou podezřívavost, a jelikož se cítil ohrožen, uprchl k Ptolemaiovi do Egypta. Ptolemaios Seleuka vřele uvítal a učinil ho svým námořním velitelem. Seleukos si byl dobře vědom, že Ptolemaios není schopen vyrovnat se Antigonově obrovské moci a inicioval tedy vznik koalice diadochů proti Antigonovi. V nastalém konfliktu sehrál Seleukos významnou roli, když svým námořnictvem vázal velký počet Antigonových vojáků. V roce 312 př. n. l. Seleukos přispěl k Ptolemaiově vítězství v bitvě u Gazy, v níž byl poražen Antigonův syn Démétrios Poliorkétés. Po tomto střetnutí se Seleukos vypravil s menší vojenskou silou k Babylónu, jenž se mu díky náklonnosti tamních obyvatel rychle poddal. Seleukův návrat do Babylónu je pokládán za okamžik vzniku seleukovské říše. Podle makedonského kalendáře k němu došlo 7. října 312 př. n. l., naproti tomu Babylóňané udávají datum 3. dubna 311 př. n. l. Takřka ihned potom Seleukos porazil Antigonovy satrapy Níkánora a Euagora, čímž svému nepříteli odejmul kontrolu nad Persidou, Susianou a Médií. Aby zastavil Seleukův rozmach, vyslal Antigonos na východ Démétria, který podnikl nájezd do Babylónie. Seleukův postup ale navzdory tomu pokračoval a v několika dalších letech spolu oba diadochové sváděli nelítostný zápas. Seleukos dokázal v roce 309 př. n. l. Antigona rozhodně porazit, načež byl mezi nimi uzavřen mír.
Příměří s Antigonem využil Seleukos k rozšíření své vlády dále na východ až k řekám Jaxartés (Syrdarja) a Indus. V roce 309 př. n. l. byla vážně otřesena iluze o jednotě Alexandrovy říše, neboť Kassandros, vládce Makedonie, zavraždil nezletilého Alexandra IV. Když v roce 306 př. n. l. dosáhl Antigonos vítězství nad Ptolemaiovým loďstvem, přijal poté královský titul. Během jediného roku následovali jeho příkladu rovněž jeho soupeři: Ptolemaios, Kassandros, Lýsimachos a Seleukos. Někdy v téže době nechal Seleukos vystavět svoji královskou rezidenci, město Seleukii na Tigridu. Seleukův pokus obnovit makedonskou vládu až k Indu narazil na odpor Čandragupty, vládce maurjovské říše. Řecké prameny jsou v této záležitosti poměrně skoupé na informace, mnozí moderní historikové se přesto domnívají, že Seleukos utrpěl v Indii porážku. Každopádně v roce 302 př. n. l. uzavřel Seleukos s Čandraguptou mírovou smlouvu, podle níž odstoupil Čandraguptovi kromě jiných území zřejmě také Gedrósii a Arachósii (dnešní západní Pákistán a jižní Afghánistán), za což od něho získal 500 válečných slonů. Koncem téhož roku se Seleukos obrátil zpět na západ, kde s Ptolemaiem, Kassandrem a Lýsimachem obnovil spojenectví namířené proti Antigonovi.

### Vítězství nad Antigonem

Seleukovo království po bitvě u Ipsu

V roce 301 př. n. l. se Seleukos spojil v Malé Asii s Lýsimachem, králem v Thrákii, a společnými silami pak v bitvě u Ipsu přivodili Antigonovi porážku a smrt. Vítězní diadochové si rozdělili mezi sebe Antigonovy državy, přičemž Seleukos připojil ke svému království některé oblasti Malé Asie, Sýrii a Koile Sýrii (nynější jižní Sýrie a Libanon). Nicméně dříve, než obsadil Koile Sýrii svými posádkami, zmocnil se této země Ptolemaios. Tento Ptolemaiův čin se stal v dalších dvou staletích příčinou napětí a četných válek mezi Seleukovci a Ptolemaiovci. Ovládnutím Sýrie si Seleukos zabezpečil přístup ke Středozemnímu moři a v roce 300 př. n. l. založil na řece Orontés nové hlavní město, nazvané Antiochie. Seleukie na Tigridu zůstala i nadále hlavním městem pro východní satrapie.
Utužování rodinných svazků mezi Ptolemaiem a Lýsimachem a smrt Apamy přiměla Seleuka k tomu, aby se oženil se Stratoníké, dcerou Démétria Poliorkéta. Seleukova ctižádostivost vedla ovšem záhy k rozporům mezi ním a Démétriem, jelikož Seleukos žádal o vydání Kilíkie a měst Tyru a Sidonu, nad nimiž si Démétrios podržel kontrolu i po porážce u Ipsu. Protože Démétrios odmítl, rozhořel se v roce 294 př. n. l. mezi oběma diadochy nový konflikt. Krátce poté došlo na Seleukově dvoře k nevšední události. Antiochos, syn Seleuka a Apamy, se zamiloval do své nevlastní matky Stratoníky a kvůli své nenaplněné lásce onemocněl. Když se o tom Seleukos dozvěděl, rozhodl se synovi vyjít vstříc a oženil ho se svojí dosavadní manželkou. Patrně v roce 293 př. n. l. učinil navíc Antiocha místokrálem východních provincií. Mezitím válka mezi Démétriem a Seleukem pokračovala až do roku 285 př. n. l., kdy Démétrios padl do zajetí. Třebaže Seleukos nechal Démétria uvěznit v syrském městě Apameia, zacházel se svým dřívějším tchánem nadmíru velkoryse. Démétrios přesto propadl netečnosti a po více než dvou letech trvání čestného zajetí se upil k smrti.

### Závěr vlády a hodnocení
Poté, co Lýsimachos nechal popravit svého syna Agathokla, zachvátil jeho říši neklid. Nato Ptolemaios Keraunos, jenž pobýval na Lýsimachově dvoře, vyzval Seleuka k Lýsimachově sesazení. Seleukos se chopil příležitosti a vyhlásil Lýsimachovi válku. V únoru 281 př. n. l. pak Seleukos porazil a zabil Lýsimacha v bitvě u Kúrúpedia v Lýdii, načež Lýsimachovo území na západě Malé Asie přešlo do Seleukových rukou. Seleukos se v tomto okamžiku ocitl na vrcholu své moci, neboť kontroloval téměř celé území někdejší Alexandrovy říše s výjimkou Egypta. V září 281 př. n. l. byl připraven podmanit si také Makedonii a Thrákii, které rovněž patřily k Lýsimachově doméně. Seleukos zamýšlel přenechat vládu nad Asií Antiochovi, zatímco sám hodlal strávit zbytek svých dní v Makedonii. Sotva však překročil Helléspont, byl nedaleko města Lýsimacheie úkladně zavražděn Ptolemaiem Keraunem. Filetairos, správce Pergamu, získal později Seleukovy ostatky, které byly uloženy poblíž Antiochie v mauzoleu nazvaném Níkátóreon.
Jako poslední z diadochů, jenž usiloval o obnovu Alexandrovy říše, měl Seleukos zásadní vliv na utváření helénistických království. V důsledku jeho energické vlády se seleukovská říše stala nejrozsáhlejším ze všech států vzniklých v průběhu válek diadochů. Jím založená říše si v následujících staletích udržovala dominantní postavení na Středním východě. Seleukos dokázal nejlépe spravovat rozmanité národy a území na východě, přičemž dal vybudovat mnoho nových měst a kolonií. Údajně nechal postavit devět Seleukií, šestnáct Antiochií a řadu dalších měst.